# یک میلیون دلیل
«یک میلیون دلیل» (انگلیسی: Million Reasons) ترانه‌ای است که توسط خواننده آمریکایی لیدی گاگا برای پنجمین آلبوم استودیویی‌اش، جوآن (۲۰۱۶) ضبط شده‌است. «یک میلیون دلیل» که در ابتدا به عنوان تک‌آهنگ تبلیغاتی منتشر شد، در ۸ نوامبر ۲۰۱۶ به عنوان دومین تک‌آهنگ آلبوم به ایستگاه‌های رادیویی ارسال شد. این ترک توسط گاگا، هیلری لینزی و مارک رانسون نوشته شد و توسط رانسون، گاگا و بلادپاپ تهیه شد.